# Seznam ruskih šahistov
Seznam ruskih šahistov.

## A
- Jevgenij Agrest (Švedska)
- Georgij Agzamov (Uzbekistan)
- Semjon Alapin
- Lev Alburt (ZDA)
- Aleksej Aleksandrov (Belorusija)
- Aleksander Aljehin
- Natalja Aljohina
- Boris Alterman (Izrael)
- Vladimir Antošin
- Sergej Arhipov
- Konstantin Asejev
- Jurij Averbah
- Boris Avruh (Izrael)

## B
- Aleksander Baburin (Irska)
- Vladimir Bagirov (Latvija)
- Jurij Balašov
- Jevgenij Barejev
- Valerij Beim (Izrael)
- Igor Berdičevski
- Osip Bernštejn
- Jelizaveta Bikova
- Anastazija Bodnaruk
- Jefim Bogoljubov
- Igor Bondarevski
- Isaak Boleslavski
- Georgij Borisenko
- Valentina Borisenko
- Mihail Botvinnik
- Vladimir Burmakin

## C
- Mihail Cejtlin (Nemčija)
- Vitalij Ceškovski

## Č
- Darja Čaročkina
- Valerij Čehov
- Irina Čeluškina (Srbija)
- Aleksander Černin (Madžarska)
- Mihail Čigorin (1850-1908)
- Vladimir Čučelov (Belgija)

## D
- Rustam Dautov (Nemčija)
- Anton Demčenko
- Vjačeslav Didiško (Belorusija)
- Jurij Dohojan
- Sergej Dolmatov
- Aleksej Drejev
- Semjon Dvojris

## F
- Valerij Filippov
- Salomon Flohr (Flor) (Češka)
- Aleksander Fominih
- Semjon Furman (trener ..)

## G
- Julija Galjanina
- Aleksander Galkin
- Jefim Geller
- Olga Girja
- Jevgenij Glejzerov
- Igor Glek
- Leonid Gofshtein (Izrael)
- Aleksander Goldin (Izrael)
- Vitalij Golod (Izrael)
- Valentina Golubenko
- Aleksandra Gorjačkina
- Tatjana Grabuzova
- Valerij Grečihin
- Alla Grinfeld
- Aleksander Griščuk
- Boris Gulko (ZDA)
- Valentina Gunina
- Dmitrij Gurevich (ZDA)
- Ilja Gurevich/Gurevič (ZDA)
- Lev Gutman (Nemčija)

## H
- Aleksander Halifman (Nemčija)
- Andrej Haritonov
- Andrej Harlov
- Igor Henkin (Izrael, Nemčija)
- Ratmir Holmov
- Aleksander Huzman (Izrael)

## I
- Ildar Ibragimov (Tatar)
- Aleksander Ivanov (ZDA)
- Sergej Ivanov

## J
- Carl Jaenisch
- Dmitrij Jakovenko
- Jurij Jakovič
- Igor Jefimov (Italija)
- Vladimir Jepišin
- Leonid Judasin (Izrael)
- Leonid Jurtajev (Kirgizija)
- Artur Jusupov (Nemčija)

## K
- Gregory Kaidanov (ZDA)
- Gata Kamsky (ZDA)
- Sergej Karjakin
- Anatolij Karpov
- Gari Kasparov
- Alina Kašlinskaja
- Paul Keres ?
- Pjotr Kirjakov
- Maša Klinova (Izrael)
- Mihail Kobalija
- Aleksander Kočijev
- Boris Kogan
- Natalija Konopljova
- Viktor Korčnoj (Švica)
- Oleg Kornejev (Andora)
- Nadežda Kosinceva
- Aleksandra Kostenjuk
- Aleksander Kotov
- Andrej Kovaljov (Belorusija)
- Jekaterina Kovaljovska
- Jelena Kovriga
- Valentina Kozlovska
- Vladimir Kramnik
- Michał Krasenkow (Poljska)
- Nikolaj Krogius
- Sergej Kudrin (ZDA)
- Viktor Kuprejčik (Belorusija)
- Ala Kušnir (Izrael)
- Aleksander Kuzman (Izrael)
- Aleksej Kuzmin

## L
- Konstantin Landa
- Aleksander Lastin
- Anatolij Lejn (ZDA)
- Tatjana Lemačko (Švica)
- Irina Levitina (ZDA)
- Vladimir Liberzon (Izrael)
- Andrej Lukin
- Anatolij Lutikov

## M
- Sergej Makaričev
- Marat Makarov
- Vladimir Malahov
- Julija Mašinska
- Svetlana Matvejeva (Kirgizija)
- Vera Menčik (češko-rusko-britanska)
- Anatolij Močulski
- Aleksander Morozevič
- Aleksander Motilev /Motiljov
- Jakov Murrey/Murej (Francija)

## N
- Jevgenij Najer
- Igor Naumkin
- Aleksander Nenašev (Uzbekistan)
- Jan Nepomnjašči

## P
- Aleksander Pančenko
- Tigran Petrosjan (Armenec)
- Aleksandr Dmitrijevič Petrov (1794 - 1867)
- Irina Petruhina
- Jevgenij Pigusov
- Jurij Piskov
- Natalija Pogonina
- Lev Polugajevski
- Aleksander Poluljahov
- Svetlana Prudnikova (Srbija)
- Lev Psahis (Izrael)
- Nikolaj Puškov

## R
- Vjačeslav Ragozin
- Naum Raškovski
- Jurij Razuvajev
- Eva Repkova Eid (Libanon)
- Mihail Ričagov (Estonija)
- Pjotr Romanovski
- Nicolas Rossolimo (Francija)
- Vadim Ruban
- Jelena Rubcova (Eatalibekova)
- Olga Rubcova
- Tatjana Rubcova
- Sergej Rubljovski
- Ljudmila Rudenko
- Aleksander Rustemov
- Natalija Rušijeva

## S
- Anda Safranska/Šafranska (Latvija)
- Gennadij Sagalčik (ZDA)
- Konstantin Sakajev
- Valerij Salov
- Aleksander Shabalov (ZDA)
- Leonid Shamkovich/Šamkovič (ZDA)
- Vladimir Simagin
- Sergej Smagin
- Ilja Smirin (Izrael)
- Igor Smirnov (* 1987)
- Valerij Smirnov (* 1953) (Belorusija)
- Vasilij Smislov
- Andrej Sokolov
- Jevgenij Soloženkin
- Maksim Sorokin (Argentina)
- Gennadij Sosonko (Nizozemska)
- Boris Spaski (Francija)
- Tatjana Stepova Djančenko
- Olga Stjažkina
- Aleksej Suetin
- Emil Sutovsky (Izrael)
- Jevgenij Svešnikov
- Peter/Pjotr Svidler

## Š
- Tatjana Šadrina
- Anda Šafranska/Safranska (Latvija)
- Leonid Šamkovič/Shamkovich/(ZDA)
- Andrej Šarijazdanov
- Miron Šer
- Ruslan Šerbakov
- Marina Šeremetjeva (Moldova)
- Sergej Šipov
- Aleksej Širov (Španija)
- Leonid Štejn
- Jurij Šulman (Belorusija)
- Tatjana Šumjakina

## T
- Mark Tajmanov
- Mihail Talj (Latvija)
- Gennadij Timoščenko (Češka)
- Sergej Tivjakov
- Vladislav Tkačijev (Francija)
- Aleksander Toluš
- Pavel Tregubov
- Maksim Turov

## U
- Mihail Ulibin
- Irina Umanska

## V
- Boris Samojlovič Vainštejn (1907-1993)
- Anatolij Vajser/Vaisser (Francija)
- Irina Vasilevič
- Jevgenij Vasjukov
- Aleksej Vižmanavin
- Jevgenij Vladimirov (Kazahstan)
- Sergej Volkov
- Aleksander Volžin

## Z
- Igor Zaharevič
- Jelena Zajac (Belorusija)
- Aleksandr Zajcev
- Igor Zajcev
- Ljudmila Zajceva
- Tatjana Zatulovska
- Vadim Zvjagincev
- Kira Zvorikina (Belorusija...)

## Ž
- Igor Ždanov (lat. Igors Ždanovs) (Latvija)